# De Zonnebloem
Die De Zonnebloem ist ein Fahrgastschiff, das speziell für den Transport von pflegebedürftigen und behinderten Personen eingerichtet ist. Es gehört der niederländischen Hilfsorganisation De Zonnebloem.

## Geschichte
Das Schiff wurde auf der niederländischen Werft IHC Merwede in Kinderdijk gebaut und auf der Schiffswerft de Merwede in Hardinxveld-Giessendam ausgerüstet. Am 20. Dezember 2005 wurde das Schiff von der niederländischen Königin Beatrix getauft. Es ersetzte ein gleichnamiges Vorgängerschiff der Organisation, das nach zwanzig Jahren, in denen es fast 47.000 Behinderten die Möglichkeit einer Schiffsreise geboten hatte, nicht mehr den heutigen Anforderungen entsprach.
Die Organisation De Zonnebloem bietet mit dem Schiff in der Regel etwa einwöchige Schiffsreisen in den Niederlanden, Deutschland und Belgien an. Am 29. März 2025 kollidierte das Schiff auf dem Rhein mit einem Binnenschiff und wurde dabei im Bugbereich stark beschädigt.

## Ausstattung

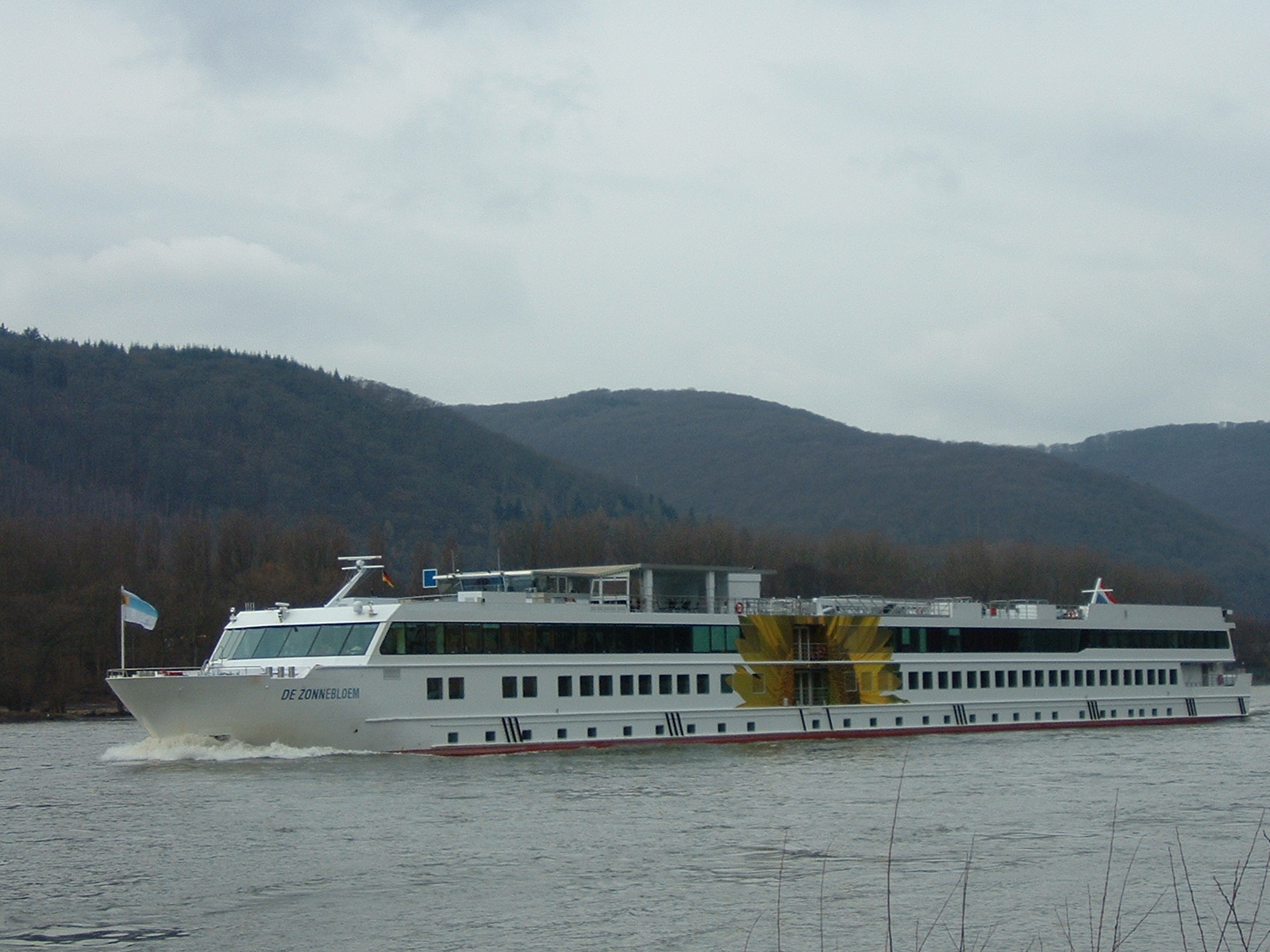
Fahrgastschiff De Zonnebloem

Die Ausstattung des Schiffes erfüllt alle Anforderungen für eine behindertengerechte Unterbringung und Versorgung der Fahrgäste. Für die 69 Passagiere gibt es 11 Einzelkabinen und 29 Doppelkabinen, die mit Radio, Fernseher, Notrufanlage und höhenverstellbaren Betten ausgerüstet sind. Für je zwei Kabinen ist ein Badezimmer mit Dusche, Toilette und automatischen Türen eingebaut. Alle Kabinen und Bäder verfügen über ein Deckenliftsystem mit dem Behinderte bewegt werden können. Die gesamte Einrichtung ist rollstuhlgerecht ausgeführt. Außerdem verfügt das Schiff über ein Wellnessbad, Frisiersalon, Schönheitssalon, Bibliothek, Wäscherei, medizinischen Behandlungsraum und Internetcafé. Mit zwei Fahrstühlen können bettlägerige Fahrgäste mit ihren Betten auf das Oberdeck gebracht werden. In den meisten Räumen sind Sauerstoffanschlüsse, bei der Auswahl der verwendeten Baustoffe wurde Rücksicht auf Allergiepatienten genommen.
Die 66 freiwilligen Helfer sind im Unterdeck in 33 Doppelkabinen untergebracht, dazu kommen noch zwölf Kabinen für die feste Besatzung. Jedes Jahr können so 2.850 behinderte Fahrgäste eine Reise unternehmen, auf der sie rund um die Uhr versorgt werden.

## Technische Daten

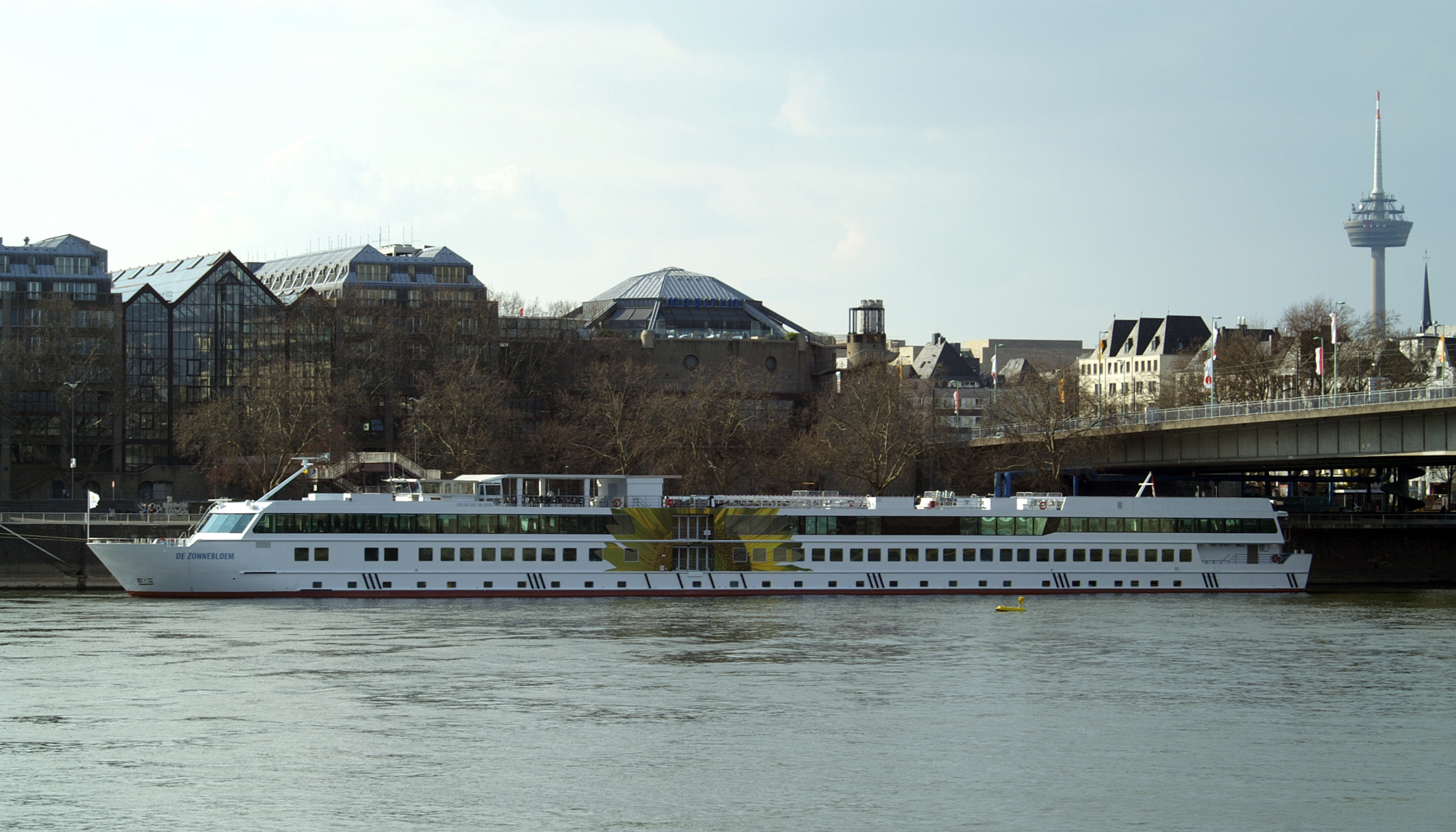
Seitenansicht

Das Schiff wird von zwei Caterpillar-3508-Dieselmotoren mit je 783 kW Leistung bei 1.600/min angetrieben, die auf zwei Schottel-Ruderpropeller des Typs Twin STP 440 wirken. Es ist mit einem von einem Elektromotor mit 360 PS Leistung angetriebenen Veth-Jet-Bugstrahlruder ausgestattet. Für die Stromversorgung stehen drei von Caterpillar-3408-Dieselmotoren angetriebene Generatoren zur Verfügung.